# Ensemble pour le Pérou
Ensemble pour le Pérou (Juntos por el Perú, JP), est un parti politique péruvien fondé en 2017.

## Résultats

### Élections législatives
| Année | Voix    | %    | Rang | Élus    |
| ----- | ------- | ---- | ---- | ------- |
| 2020  | 710 462 | 4,80 | 10e  | 0 / 130 |
| 2021  | 847 596 | 6,59 | 7e   | 5 / 130 |